# Стадион дас Ларанжеирас
Стадион дас Ларанжеирас (шп. Estádio das Laranjeiras) (шп. Estádio Manoel Schwartz), је стадион у Рио де Жанеиро, Бразил. Изграђен је и кориштен за Првенство Јужне Америке у фудбалу 1919. године. Овај стадион са 2.000 места користи ФК Флуминенсе.

## Историја стадиона
Флуминенсе је преузео парцелу за кориштење Гванабера улици 1902. године Стадион је првобитно изграђен 1905. године са капацитетом од 5.000 гледалаца.
Репрезентација Бразила је одиграла своју прву утакмицу 1914. године против ФК Ексетер Ситија из Енглеске. Меч је завршен победом Бразила са 2:0. at Guanabara Street (currently named Pinheiro Machado street) in 1902. Трибине са капацитетом од 5.000 места су изграђене 1905. године
Стадион је реновиран и капацитет је повећан на 19.000 гледалаца. Стадион је отворен интернационалном утакмицом између Бразила и Чилеа 11. маја, утакмица се завршила победом Бразила од 6–0. Први гол на стадиону је постигао бразилски репрезентативац Артур Фрајрајх. Бразил је на овом стадиону био домаћин Првенство Јужне Америке у фудбалу 1919. Сви мечеви првенства су одиграни на овом стадиону. Стадион је реновиран 1922. године за Првенство Јужне Америке у фудбалу 1922. године и капацитет је повечан на 25.000. Капацитет је смањен на 8.000, када су срушене трибине 1961. године.
Рекордна посета на стадиону за ФК Флуминенсе је била 25.718 гледалаца 24. јуна 1925. године на утакмици против Фламенга , где је Флуминенсе победио 3–1.
Ексетер Сити је 20. јула 2014. године одиграо утакмицу против Флуминенсеа, испод 23, године, и тиме је обележена 100 годишњица од прве утакмице. Утакмици је просуствовало 600 гледалаца а од тога 170 из Енглеске.